# Golem Grad
Golem Grad ili Zmijski otok je nenaseljeni otok na makedonskoj strani Prespanskoga jezera nekoliko kilometara od Grčke i Albanije. 
Na otoku Golem Grad nalazi se nekoliko drevnih ruševina i crkvi. Također, otok je dom nekoliko različitih zajednica životinja, posebno zmija. U kolovozu 2008. godine, otok je otvoren za turiste. Ima površinu 0.2 km2.
Proglašen je prirodnim rezervatom zbog specifičnih geomorfoloških značajki, karakteristične flore i faune, te zbog svoje povijesne vrijednosti. Otok je dug 750 m, širok 450 m, najviši dio je 50 m iznad jezera. Sa svih strana okružen je stijenama i spiljama visine od 20 do 30 metara. Iznad njih je visoravan s dva brda na sjeveru i jugu otoka. 

## Vanjske poveznice
|  | Zajednički poslužitelj ima još gradiva o temi Golem Grad |